# Partit Comunista de l'Equador
El Partit Comunista de l'Equador (PCE) és el partit comunista tradicional de l'Equador. El Partido Socialista del Ecuador fou fundat el 1925 i d'ell va sorgir després el Partido Comunista del Ecuador (i també el Partido Socialista Revolucionario). El 1977 el PCE va organitzar el Frente Amplio del qual en fou el principal membre, i que el 1995 es va unir al Partit Socialista de l'Equador.
La bandera del PCE ve regulada per l'article 63 dels seus estatuts: «L'emblema del partit és la falç i el martell creuats, i damunt un estel de cinc puntes. La bandera serà un rectangle vermell amb l'emblema de color negre a la cantonada superior esquerra». Encara que no s'esmenten les sigles (PCE) es fan servir habitualment a les banderes del partit.